# Seznam oper, operet a baletů Charlese Lecocqa
Toto je seznam hudebně dramatických děl – oper, operet, baletů a příbuzných žánrů – francouzského hudebního skladatele Charlese Lecocqa.

## Seznam
| Český název                     | Původní název                    | Žánr                        | Počet dějství | Libreto                                                                                          | Datum premiéry (a české premiéry)                                | Místo, divadlo                                                                                |
| ------------------------------- | -------------------------------- | --------------------------- | ------------- | ------------------------------------------------------------------------------------------------ | ---------------------------------------------------------------- | --------------------------------------------------------------------------------------------- |
| Doktor Mirákl                   | Le Docteur Miracle               | opéra comique               | 1             | Léon Battu a Ludovic Halévy                                                                      | 8. dubna 1857                                                    | Paříž, Théâtre des Bouffes-Parisiens                                                          |
| Za zavřenými dveřmi             | Huis-Clos                        | opérette                    | 1             | Adolphe Guénée a Octave-Philodème Marquet                                                        | 29. ledna 1859                                                   | Paříž, Théâtre des Folies-Nouvelles                                                           |
| Polibek ve dveřích              | Le Baiser à la porte             | opérette (de salon)         | 1             | Jules de la Guette                                                                               | 26. března 1864                                                  | Paříž, Théâtre des Folies-Marigny                                                             |
| Lilina a Valentin               | Liline et Valentin               | opérette (de salon)         | 1             | Jules de la Guette                                                                               | 25. května 1864                                                  | Paříž, Théâtre des Folies-Marigny                                                             |
| Rusalky v šampaňském            | (Les) Ondines au Champagne       | opérette („folie aquatique“ | 1             | Hippolyte Lefebvre a Jules Pélissié (=Victorien Sardou)                                          | 5. září 1865                                                     | Paříž, Théâtre des Folies-Marigny                                                             |
| Pomněnka                        | Le Myosotis                      | opérette bouffe             | 1             | Cham (Amédée de Noé) a William Busnach                                                           | 2. května 1866                                                   | Paříž, Théâtre du Palais-Royal                                                                |
| Ramponneauův hostinec           | Le Cabaret de Ramponneau         | opérette                    | 1             | Jules Le Sire a Amédée Boudin                                                                    | 11. října 1867                                                   | Paříž, Théâtre des Folies-Marigny                                                             |
| Amor se svým toulcem            | L'Amour et son carquois          | opéra bouffe                | 2             | (Antoine Delbès a) Octave-Philodème Marquet                                                      | 30. ledna 1868                                                   | Paříž, Théâtre de l'Athénée                                                                   |
| Čajové kvítko                   | Fleur-de-thé                     | opéra bouffe                | 3             | Henri-Charles Chivot a Henri-Alfred Duru                                                         | 11. dubna 1868 (30. prosince 1875)                               | Paříž, Théâtre de l'Athénée (Praha, Prozatímní divadlo)                                       |
| Dvojčata z Bergama              | Les Jumeaux de Bergame           | opéra comique               | 1             | William Busnach                                                                                  | 20. listopadu 1868                                               | Paříž, Théâtre de l'Athénée                                                                   |
| Karneval u bílého kosa          | Le Carneval d'un merle blanc     | „folie parée et masquée“    | 3             | Henri-Charles Chivot a Henri-Alfred Duru                                                         | 30. prosince 1868                                                | Paříž, Théâtre du Palais-Royal                                                                |
| Gandolfo                        | Gandolfo                         | opérette                    | 1             | Henri-Charles Chivot a Henri-Alfred Duru                                                         | 16. ledna 1869                                                   | Paříž, Théâtre des Bouffes-Parisiens                                                          |
| Přivázaný z obou stran          | Deux portières pour un cordon    | „scène“                     | 1             | Lucian (=Louis Dubois) a Hippolyte Lefebvre                                                      | 19. března 1869                                                  | Paříž, Théâtre du Palais-Royal                                                                |
| Rádža z Maisúru                 | Le Rajah de Mysore               | opérette bouffe             | 1             | Henri-Charles Chivot a Henri-Alfred Duru                                                         | 21. září 1869                                                    | Paříž, Théâtre des Bouffes-Parisiens                                                          |
| Sličný Dunois                   | Le Beau Dunois                   | opéra bouffe                | 1             | Henri-Charles Chivot a Henri-Alfred Duru                                                         | 13. dubna 1870                                                   | Paříž, Théâtre des Variétés                                                                   |
| Závěť pana de Craca             | Le Testament de M. de Crac       | opéra bouffe                | 1             | Jules Moinaux                                                                                    | 23. října 1871                                                   | Paříž, Théâtre des Bouffes-Parisiens                                                          |
| Lazebník trouvillský            | Le Barbier de Trouville          | „bluette bouffe“            | 1             | Adolphe Jaime (a Jules Noriac)                                                                   | 19. listopadu 1871                                               | Paříž, Théâtre des Bouffes-Parisiens                                                          |
| Zachraňme kasu!                 | Sauvons la caisse!               | opérette                    | 1             | Jules de la Guette                                                                               | 22. prosince 1871                                                | Paříž, La Tertulia                                                                            |
| Sto panen                       | Les Cent Vierges                 | opéra bouffe                | 3             | Clairville (vl. jm. Louis-François-Marie Nicolaïe), Henri-Charles Chivot a Henri-Alfred Duru     | 16. března 1872 (8. srpna 1874)                                  | Brusel, Théâtre des Fantaisies-Parisiennes (Praha, Smíchovská aréna)                          |
| Dcera paní Angot                | La Fille de Madame Angot         | opéra comique               | 3             | Clairville (vl. jm. Louis-François-Marie Nicolaïe), Paul Siraudin a Victor Koning (vl. j. Konig) | 4. prosince 1872 (27. ledna 1874 (něm.) 4. července 1874 (čes.)) | Brusel, Théâtre des Fantaisies-Parisiennes (Praha, Stavovské divadlo Praha, Smíchovská aréna) |
| Syn paní Angot                  | Le Fils de Madame Angot          | opérette                    | 1             | Georges Dorfeuil                                                                                 | 25. září 1873                                                    | Paříž, Théâtre de la Gaîté-Montparnasse                                                       |
| Vzkříšení matky Angot           | La Résurrection de la mère Angot | saynète                     | 1             | Clairville (vl. jm. Louis-François-Marie Nicolaïe)                                               | 24. února 1874                                                   | Paříž, Théâtre des Folies-Dramatiques                                                         |
| Giroflé-Girofla                 | Giroflé-Girofla                  | opéra comique               | 3             | Eugène Leterrier a Albert Vanloo                                                                 | 21. března 1874 (31. března 1875)                                | Brusel, Théâtre des Fantaisies-Parisiennes (Praha, Prozatímní divadlo)                        |
| Saint-Gervaiské louky           | Les Prés Saint-Gervais           | opéra comique               | 3             | Victorien Sardou a Philippe Gille                                                                | 14. listopadu 1874                                               | Paříž, Théâtre des Variétés                                                                   |
| Pompon (Doktor Piccolo)         | Le Pompon                        | opéra comique               | 3             | Henri-Charles Chivot a Henri-Alfred Duru                                                         | 10. listopadu 1875 (5. srpna 1877)                               | Paříž, Théâtre des Folies-Dramatiques (Praha, Prozatímní divadlo)                             |
| Nevěstinka (Graciella)          | La Petite Mariée                 | opéra bouffe                | 3             | Eugène Leterrier a Albert Vanloo                                                                 | 21. prosince 1875 (27. ledna 1877)                               | Paříž, Théâtre de la Renaissance (Praha, Prozatímní divadlo)                                  |
| Kosiki                          | Kosiki                           | opéra comique               | 3             | William Busnach a Armand Liorat                                                                  | 18. října 1876                                                   | Paříž, Théâtre de la Renaissance                                                              |
| Marjolaine                      | La Marjolaine                    | opéra bouffe                | 3             | Eugène Leterrier a Albert Vanloo                                                                 | 3. února 1877                                                    | Paříž, Théâtre de la Renaissance                                                              |
| Malý vévoda                     | Le Petit Duc                     | opéra comique               | 3             | Henri Meilhac a Ludovic Halévy                                                                   | 25. ledna 1878 (23. listopadu 1878)                              | Paříž, Théâtre de la Renaissance (Praha, Prozatímní divadlo)                                  |
| Camargo                         | La Camargo                       | opéra comique               | 3             | Eugène Leterrier a Albert Vanloo                                                                 | 20. listopadu 1878 (30. listopadu 1879)                          | Paříž, Théâtre de la Renaissance (Praha, Prozatímní divadlo)                                  |
| Velký Kazimír                   | Le Grand Casimir                 | opérette                    | 3             | Jules Prével a Albert de Saint-Albin                                                             | 11. ledna 1879 (5. července 1879)                                | Paříž, Théâtre des Variétés (Praha, Prozatímní divadlo)                                       |
| Nepřítelkyně kardinála Mazarina | La Petite Mademoiselle           | opéra comique               | 3             | Henri Meilhac a Ludovic Halévy                                                                   | 12. dubna 1879 (1. března 1881)                                  | Paříž, Théâtre de la Renaissance (Praha, Prozatímní divadlo)                                  |
| Spanilá Peršanka                | La Jolie Persane                 | opéra comique               | 3             | Eugène Leterrier a Albert Vanloo                                                                 | 28. října 1879 (27. února 1880)                                  | Paříž, Théâtre de la Renaissance (Praha, Prozatímní divadlo)                                  |
| Vánoční stromek                 | L'Arbre de Noël                  | féerie                      | (30 obrazů)   | Arnold Mortier, Eugène Leterrier a Albert Vanloo                                                 | 4. října 1880                                                    | Paříž, Théâtre de la Porte-Saint-Martin                                                       |
| Janot                           | Janot                            | opéra comique               | 3             | Henri Meilhac a Ludovic Halévy                                                                   | 22. ledna 1881                                                   | Paříž, Théâtre de la Renaissance                                                              |
| Rudovláska                      | La Roussotte                     | vaudeville-opérette         | 3             | Henri Meilhac a Ludovic Halévy                                                                   | 28. ledna 1881                                                   | Paříž, Théâtre des Variétés                                                                   |
| Den a noc                       | Le Jour et la Nuit               | opéra bouffe                | 3             | Eugène Leterrier a Albert Vanloo                                                                 | 5. listopadu 1881 (15. dubna 1882)                               | Paříž, Théâtre des Nouveautés (Praha, Prozatímní divadlo)                                     |
| Srdce a ruka                    | Le Cœur et la Main               | opéra comique               | 3             | Charles Nuitter a Alexandre Beaume                                                               | 5. listopadu 1881                                                | Paříž, Théâtre des Nouveautés                                                                 |
| Princezna z Kanárských ostrovů  | La Princesse des Canaries        | opéra bouffe                | 3             | Henri-Charles Chivot a Henri-Alfred Duru                                                         | 9. února 1883                                                    | Paříž, Théâtre des Folies-Dramatiques                                                         |
| Modré ptáče                     | L'Oiseau bleu                    | opéra comique               | 3             | Henri-Charles Chivot a Henri-Alfred Duru                                                         | 16. ledna 1884 (17. září 1887)                                   | Paříž, Théâtre des Nouveautés (Praha, Lidové divadlo na Královských Vinohradech)              |
| Mondénní život                  | La Vie mondaine                  | opéra bouffe                | 4             | Émile de Najac a Paul Ferrier                                                                    | 13. února 1885                                                   | Paříž, Théâtre des Nouveautés                                                                 |
| Plutus                          | Plutus                           | opéra comique               | 3             | Albert Millaud a Gaston Jollivet                                                                 | 31. března 1886                                                  | Paříž, Théâtre national de l'Opéra-Comique                                                    |
| Granátníci z Mont-Cornette      | Les Grenadiers de Mont-Cornette  | opéra bouffe                | 3             | Louis Péricaut, Lucien Delormel a Édouard Philippe                                               | 4. ledna 1887                                                    | Paříž, Théâtre des Bouffes-Parisiens                                                          |
| Alibaba                         | Ali-Baba                         | opéra comique               | 3             | Albert Vanloo a William Busnach                                                                  | 28. listopadu 1889                                               | Brusel, Théâtre de l'Alhambra                                                                 |
| Voliéra                         | La Volière                       | opéra comique               | 3             | Charles Nuitter a Alexandre Beaume                                                               | 11. února 1888                                                   | Paříž, Théâtre des Nouveautés                                                                 |
| Egypťanka                       | L'Égyptienne                     | opéra comique               | 3             | Henri-Charles Chivot, Charles Nuitter a Alexandre Beaume                                         | 8. listopadu 1890                                                | Paříž, Théâtre des Folies-Dramatiques                                                         |
| Naši dobří myslivci             | Nos bons chasseurs               | vaudeville                  | 3             | Paul Bilhaud a Michel Carré                                                                      | 10. dubna 1894                                                   | Paříž, Nouveau-Théâtre                                                                        |
| Ninette                         | Ninette                          | opéra comique               | 3             | Charles Clairville (a Charles Hubert, Georges Lebeaut a Christian de Trogoff)                    | 28. února 1896                                                   | Paříž, Théâtre des Bouffes-Parisiens                                                          |
| Modrovous                       | Barbe-Bleue                      | pantomime                   | 1             | Richard vikomt de Saint-Geniès)                                                                  | 12. května 1898                                                  | Paříž, Olympia                                                                                |
| Lest z lásky                    | Ruse d'amour                     | saynète                     | 1             | Stéphan Bordèse)                                                                                 | 26. června 1896                                                  | Boulogne-sur-Mer, Casino                                                                      |
| Labuť                           | Le Cygne                         | ballet                      | 1             | Catulle Mendès                                                                                   | 20. dubna 1899                                                   | Paříž, Théâtre national de l'Opéra-Comique                                                    |
| Šípková Růženka                 | La Belle au bois dormant         | opéra comique               | 3             | Georges Duval a Albert Vanloo                                                                    | 19. února 1900                                                   | Paříž, Théâtre des Bouffes-Parisiens                                                          |
| Yetta                           | Yetta                            | opéra comique               | 3             | Fernand Beissier                                                                                 | 7. března 1903                                                   | Brusel, Théâtre des Galleries-Saint-Hubert                                                    |
| Rose Mousse                     | Rose Mousse                      | comédie musicale            | 1             | André Alexandre a Peter Carin                                                                    | 28. ledna 1904                                                   | Paříž, Théâtre des Capucines                                                                  |
| Vojínka Armády spásy            | La Salutiste                     | monoopera (opéra monologue) | 1             | Fernand Beissier                                                                                 | 14. ledna 1905                                                   | Paříž, Théâtre des Capucines                                                                  |
| Loutky pana Duponta             | Les Poupées de M. Dupont         | fantaisie                   | 1             | Paul Gavault                                                                                     | 26. května 1905                                                  | Paříž, Théâtre des Variétés                                                                   |
| Panova zrada                    | La Trahison de Pan               | opéra comique               | 1             | Stéphane Bordèse                                                                                 | 13. září 1910                                                    | Aix-les-Bains, Théâtre du Cercle                                                              |
| Mjúzik                          | Miousic                          | opérette                    | 2             | Paul Ferrier                                                                                     | 21. března 1914                                                  | Paříž, Olympia                                                                                |
| Pasáček koz                     | Le Chevrier                      | opéra comique               | 2             | Charles Narrey a Michel Carré                                                                    | neprovedena                                                      |                                                                                               |
| Don Japhet z Arménie            | Don Japhet d'Arménie             | opéra bouffe                | 3             | Michel Carré a Guillot de Sax                                                                    | nedokončena                                                      |                                                                                               |
| Los Picaros                     | Los Picaros                      | opérette                    | ?             | ?                                                                                                | nedokončena                                                      |                                                                                               |
| Má sestřenka                    | Ma cousine                       | opérette                    | 1             | ?                                                                                                | neprovedena                                                      |                                                                                               |
| Renza                           | Renza                            | opérette                    | 3             | ?                                                                                                | neprovedena                                                      |                                                                                               |